# 金森萬象
金森 萬象（かなもり ばんしょう、1893年7月10日 - 1982年11月9日）は、日本の映画監督、脚本家である。新漢字表記金森 万象、本名金森 政次郎（かなもり まさじろう）。牧野省三の映画最初期の助手であり、脚本・寿々喜多呂九平、撮影・石野誠三とのトリオがマキノ最盛期の映画製作を支え、マキノの歴史とともにある人物として知られる。

## 人物・来歴
1893年（明治26年）7月10日、京都府京都市下京区東洞院通松原に生まれる。初期の資料である『日本映画年鑑 大正十三・四年』には、「明治二十八年七月十日」（1895年7月10日）と記されている。実家は、のちに嵐山で土産物屋を営業していたという。
同区にあった旧制・京都市立第二高等小学校（のちの京都市立成徳中学校、2007年に統合して京都市立下京中学校）を卒業した後、諸職業を経て、満24歳となる1917年（大正6年）、活動写真雑誌社京都支社を設立、同社の映画記者として活動する。満26歳となる1919年（大正8年）7月、当時、日活関西撮影所の監督であった牧野省三の書生に入り、助監督となる。同年7月10日、牧野が日活を退社して新会社・ミカド商会を設立、金森は同社に入社して『都に憧れて』を演出、同作は同年11月30日に公開され、監督としてデビューする。同社は翌1920年（大正9年）1月に日活に吸収されるが、その1年半後の1921年（大正9年）6月には、牧野は再独立し、牧野教育映画製作所およびそのスタジオとしての等持院撮影所を設立、金森はこれに改めて入社、監督および撮影技師として活動する。
同社は、1923年（大正12年）6月1日、マキノ映画製作所に改組され、金森は引き続き、同社の等持院撮影所で監督を務めた。同社は、脚本家・寿々喜多呂九平が登場したことで知られるが、金森は、同年7月9日に公開された寿々喜多のデビュー作『浮世絵師 紫頭巾』を手がけ、同作では牧野とともに監督としてクレジットされ、以降、多く寿々喜多作品を手がけた。『浮世絵師 紫頭巾』については、筈見恒夫も大井広介も連続活劇の影響を指摘している。1924年（大正13年）7月、同社は東亜キネマへの吸収合併が行われ、同撮影所は東亜キネマ等持院撮影所となるが、金森は引き続き、同撮影所で監督を務めた。『日本映画年鑑 大正十三・四年』によれば、当時金森は「北欧作家の著書」を好んで読んでいたという。金森が監督し、同年10月17日に公開された『ロビンフットの夢』は、アラン・ドワン監督、ダグラス・フェアバンクス主演による『ロビン・フッド』（1922年）にインスパイアされた作品であり、当時の金森は、ジョージ・B・サイツの作品に傾倒していたといわれている。

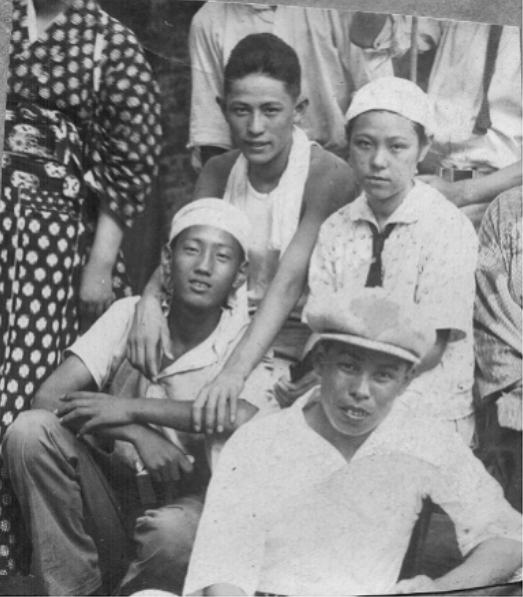
『祇園情話 春雨草紙 千代香の巻』（1926年）撮影時のオフショット、手前が金森（当時満32歳）、左後が助監督の管家紅葉（満17歳）、後ろの2人が当時俳優のマキノ正唯（マキノ雅弘、満18歳）、都賀静子（満14歳）。

1925年（大正14年）6月、牧野は東亜キネマを退社、新たに御室撮影所を建設、マキノ・プロダクションを設立、金森はこれに参加する。金森の参加の経緯について、同年に発行された『欧米及日本の映画史』にすでに記されており、同書によれば、牧野が去った等持院撮影所は小笹正人が新所長に就任して効率化を図ったが、マキノ派の従業員は怠業を続けていたため、沼田紅緑、金森、宮崎安吉、田中重次郎、片岡市太郎、中根龍太郎、泉春子ら20名、および大道具・小道具・衣裳部のすべてを馘首、これを前後して山根幹人や阪東妻三郎も自主退社、阪東を除いてみなマキノに流れたという。同年12月、管家紅葉が金森の書生を経て、同社に入社、金森付の助監督になっている。金森に師事した者は、管家のほか、のちに金森の協立映画プロダクションで脚本も書いた滝川虹二がいた。このころ、寿々喜多、二川文太郎、井上金太郎、月形龍之介、都村健らとともに「マキノをめぐる同人社」を結成している。
1929年（昭和4年）7月25日には、牧野省三が亡くなり、同年9月にマキノ正博を核とした新体制が発表になると、金森は、マキノ正博、二川文太郎、吉野二郎、阪田重則、勝見正義らとともに「監督」に名を連ねた。その後、新体制下のマキノ・プロダクションは財政が悪化し、同年12月、賃金未払いが発生してストライキが起き、翌1931年（昭和6年）1月、マキノ正博に代って二川文太郎が委員長となった従業員組合の副委員長に、勝見とともに就任している。同年同月、製作が再開されたが、同年2月には御室撮影所が全焼、同年3月末には解散を余儀なくされた。金森は、最後まで同社に所属して同社の製作をささえ、同年4月24日に公開された『京小唄柳さくら』が、同社での最後の監督作であり、同作が、同社の最終作品となった。
マキノ・プロダクション解散の半年後の同年10月、同社元専務・内藤富吉が設立した内藤プロダクションで、旧マキノの人材とともに、天理教の後援により製作した『大聖天理御教祖』を、柏木一雄と共同で監督している。翌1932年（昭和7年）2月には、高村正次と立花良介が御室撮影所に設立した正映マキノキネマで、マキノ正博と共同で1作監督しているが、同社は同年4月には解散、そこで金森は、マキノの残党を集め、協立映画プロダクションを設立、映画製作を開始した。しかしながら同社もすぐに解散となり、同年中に市川右太衛門プロダクションに入社、2作を監督し、翌1933年（昭和8年）には、新設のゼーオー・スタヂオ（東宝映画の前身の一社）でトーキーを手がけた。
弟子の管家紅葉によれば、その後、一時、帝産観光バスの写真部に在籍したという。しかしながらこの証言は管家のみのもので確証はなく、通常は、ゼーオーが合併して、1937年（昭和12年）9月10日、東宝映画になり、1943年（昭和18年）12月10日にさらに合併により東宝になるが、監督は廃業し、同社に事務職として奉職して、第二次世界大戦後に至った、とされている。退職後の晩年は、京都の右京区嵯峨野有栖川町でひとりぐらしをしていたという。1970年代には、京都に本拠地をもつ日本生活協会が発行した月刊新聞『消費者自身』に『映画今昔』を連載した。
1982年（昭和57年）11月9日、病気により死去した。満89歳没。岡島艶子によれば、養老院で亡くなったとのことである。
2001年（平成13年）、イタリアで行われた第20回ポルデノーネ無声映画祭、現存する1作『争闘』が上映された。2002年（平成14年）、東京で行われた第15回東京国際映画祭で、現存するもう1作『祇園小唄 繪日傘』が上映された。

## フィルモグラフィ
クレジットは特筆以外すべて「監督」である。公開日の右側には監督を含む監督以外のクレジットがなされた場合の職名、および東京国立近代美術館フィルムセンター（NFC）、マツダ映画社所蔵等の上映用プリントの現存状況についても記す。同センター等に所蔵されていないものは、とくに1940年代以前の作品についてはほぼ現存しないフィルムである。資料によってタイトルの異なるものは併記した。 

### ミカド商会
製作・配給は「ミカド商会」、すべてサイレント映画である。
- 『都に憧れて』 : 原作天野藤男、撮影花房種太・浜田行雄、主演牧野富栄、1919年11月30日公開 - 脚本・監督
- 『処女会表彰記念会式』（『広島県沼隈郡処女会』） : 撮影花房種太、短篇ドキュメンタリー映画、1919年11月30日公開
- 『忠孝の亀鑑 小楠公』 : 主演嵐璃珀、撮影浜田行雄、1919年11月30日公開 - 脚本・監督

### 牧野教育映画製作所
製作・配給は「牧野教育映画製作所」、すべてサイレント映画である。
- 『能・狂言三題』 : 撮影花房種太、主演金剛巌・茂山千五郎、1921年製作・公開
- 『児島高徳』 : 監督牧野省三、主演内田吐夢、1921年製作・公開 - 脚本のみ
- 『幸福は何処より』 : 原作武井治、主演栗井饒太郎（井上金太郎）、1922年製作・公開
- 『命の灯』 : 原作小笠原長隆、主演松島恵美子、1922年製作・公開
- 『黎明の村』 : 原作片岡平四郎、主演沢田潤・山本日出子、1922年製作・公開
- 『噫小西巡査』 : 監督衣笠貞之助・内田吐夢、主演本間直司・衣笠貞之助、配給日活、1922年10月29日公開 - 撮影のみ
- 『貧者の一燈』 : 主演木村静子、1923年製作・公開 - 脚本・監督

### マキノ映画製作所等持院撮影所
製作は「マキノ映画製作所等持院撮影所」、配給は「マキノ映画製作所」、すべてサイレント映画である。
- 『浮世絵師 紫頭巾』[9][12]（『紫頭巾浮世絵師』[8]） : 原作・脚本寿々喜多呂九平、主演市川幡谷、1923年7月9日公開 - 牧野省三とともに監督
- 『大自然』 : 脚本志波西果、主演島田嘉七、1923年8月8日公開
- 『咽び泣く魂』 : 原作・脚本志波西果、主演島田嘉七、1923年11月15日公開
- 『悩める小羊』 : 原作・脚本志波西果、主演横山運平、1923年12月14日公開
- 『青春の悲歌』 : 原作・脚本志波西果、主演横山運平、1923年12月31日公開
- 『祇園情話 蕾のまゝ』[8]（『祇園夜話』[9][26]） : 主演森静子、1923年12月31日公開 - 脚本・監督
- 『旅愁』 : 原作寿々喜多呂九平、主演島田嘉七・森静子、1924年2月22日公開 - 脚本・監督
- 『悲しき曙光』 : 監督井上金太郎、原作寿々喜多呂九平、主演横山運平、1924年2月29日公開 - 脚本のみ
- 『超現代人』 : 原作・脚本悪麗之助、主演横山運平、1924年4月11日公開
- 『祇園の春 散り行く花』（『散り行く花』[9]） : 主演森静子、1924年5月2日公開 - 脚本・監督
- 『鉄窓に見る月』 : 脚本志波西果、主演横山運平・森静子、1924年6月6日公開
- 『争闘』[2][8][9]（『大活劇 爭鬪』[10]） : 原作・脚本寿々喜多呂九平、主演関操、1924年8月15日公開 - 監督、『大活劇 爭鬪』題・90分尺で現存（NFC所蔵[10]）

### 東亜キネマ等持院撮影所
特筆以外すべて製作は「東亜キネマ等持院撮影所」、配給は「東亜キネマ」、すべてサイレント映画である。
- 『ロビンフットの夢』（『ロビンフッドの夢』[9]） : 指揮牧野省三、主演高木新平、1924年10月17日公開 - 脚本・監督
- 『血に狂ふ者』 : 原作・脚本寿々喜多呂九平、主演高木新平、1924年10月17日公開
- 『毒刃 前篇』 : 指揮牧野省三、原作・脚本寿々喜多呂九平、主演高木新平・マキノ輝子、1924年11月14日公開
- 『毒刃 中篇』 : 指揮牧野省三、原作・脚本寿々喜多呂九平、主演高木新平・マキノ輝子、1924年11月21日公開
- 『毒刃 後篇』 : 指揮牧野省三、原作・脚本寿々喜多呂九平、主演高木新平・マキノ輝子、1924年11月28日公開
- 『佐平次捕物帖 怪物 前篇』（『佐平次捕物帳 第4話 怪物 前篇』『怪物 前篇』[9]） : 原作・脚本寿々喜多呂九平、主演市川芳三郎、1925年1月6日公開
- 『佐平次捕物帖 怪物 後篇』（『怪物 後篇』[9]） : 原作・脚本寿々喜多呂九平、主演市川芳三郎・高木新平、1925年1月15日公開
- 『小悪魔』 : 原作鮫小路恒磨呂、脚本寿々喜多呂九平、主演井上潔、製作東亜マキノ等持院撮影所、配給東亜キネマ、1925年3月20日公開
- 『お高祖頭巾の女』（『お高祖頭布の女』[9]） : 原作前田曙山、主演マキノ輝子・高木新平、製作東亜マキノ等持院撮影所、配給東亜キネマ、1925年4月3日公開 - 脚本・監督

### マキノプロダクション御室撮影所

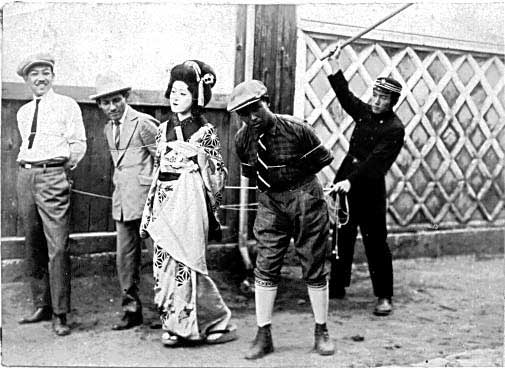
『探偵綺譚 文明の復讐』（1925年）撮影時のオフショット、脚本家・監督が俳優とともに芝居をしている。左から寿々喜多呂九平、不明、マキノ輝子、金森、月形龍之介。

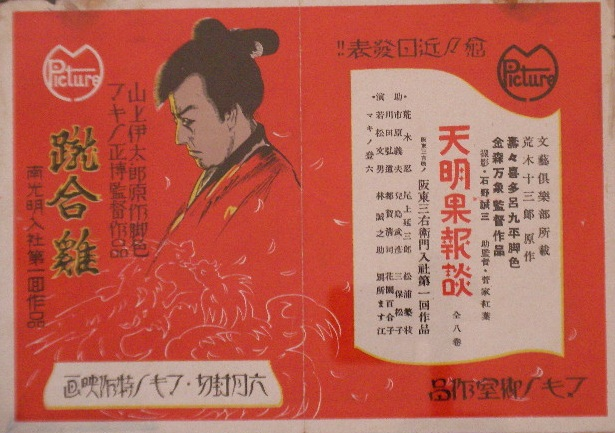
『蹴合鶏』と『天明果報談』（1928年）の公開を予告する当時のチラシ。右側の『天明果報談』に「金森万象」の名が確認できる。

製作は「マキノプロダクション御室撮影所」、配給は「マキノ・プロダクション」、すべてサイレント映画である。
- 『奇傑鬼鹿毛 第一篇』 : 原作・脚本寿々喜多呂九平、主演武井龍三・岡島艶子、1925年9月4日公開
- 『奇傑鬼鹿毛 第二篇』 : 総指揮牧野省三、原作・脚本寿々喜多呂九平、主演武井龍三・岡島艶子、1925年9月11日公開
- 『奇傑鬼鹿毛 第三篇』 : 原作・脚本寿々喜多呂九平、主演武井龍三・岡島艶子、1925年9月25日公開
- 『探偵綺譚 文明の復讐』（『文明の復讐』[9]） : 総監督牧野省三、原作・脚本寿々喜多呂九平、主演月形龍之介、1925年12月4日公開
- 『何処へ帰る』 : 原作末広唯信、主演矢野武男、1925年製作・公開
- 『祇園情話 春雨草紙 千代香の巻』（『花吹雪春雨草紙』[9]） : 原作・脚本東美弥子、主演マキノ正唯（マキノ正博）・都賀静子、1926年6月18日公開
- 『紅塵に蠢く人々』（『紅塵に蚕へ人々』[9]） : 原作・脚本寿々喜多呂九平、主演関操、1926年6月18日公開
- 『女経』（『女怪』[9]） : 原作・脚本山上伊太郎、主演大谷友三郎・鈴木澄子、1926年7月30日公開
- 『正剣邪剣 前後篇』 : 指揮牧野省三、原作・脚本西条照太郎、主演大谷友三郎、1926年12月22日公開
- 『成り上り者』 : 原作・脚本秋篠珊次郎（井上金太郎）、主演大谷友三郎・松浦築枝、1927年1月10日公開
- 『狼火』 : 原作・脚本山上伊太郎、主演マキノ正唯（マキノ正博）、1927年1月21日公開
- 『剣は鳴る 前篇』 : 原作吉川莚、脚本西条照太郎、主演小島陽三・大林梅子、1927年4月22日公開
- 『青春』 : 総指揮マキノ省三（牧野省三）、原作・脚本西条照太郎、助監督菅家紅葉、主演嵐長三郎（嵐寛寿郎）、1927年6月24日公開
- 『矢衾』 : 総指揮マキノ省三（牧野省三）、原作・脚本寿々喜多呂九平、助監督菅家紅葉、主演マキノ正博、1927年9月1日公開
- 『砂絵呪縛 第一篇』 : 総指揮マキノ省三（牧野省三）、原作土師清二、脚本山上伊太郎、主演月形龍之介、1927年9月8日公開 - 監督、第一篇・第二篇が87分尺で現存（マツダ映画社所蔵[25]）
- 『砂絵呪縛 第二篇』 : 総指揮マキノ省三（牧野省三）、原作土師清二、脚本山上伊太郎、主演月形龍之介、1927年9月8日公開 - 監督、同上[25]
- 『砂絵呪縛 終篇』（『砂絵呪縛 第三篇』[9]） : 原作土師清二、脚本山上伊太郎、主演月形龍之介、1927年12月15日公開
- 『返り討以上』（『返り討ち以上』[9]） : 原作・脚本寿々喜多呂九平、主演片岡千恵蔵、1928年2月17日公開
- 『仇討世相録』 : 原作・脚本寿々喜多呂九平、主演片岡千恵蔵、1928年4月15日公開
- 『嵐』 : 脚本内田菊子、主演マキノ正博・松浦築枝、1928年6月1日公開
- 『敵討制度』[8][9]（『仇討制度』[9]） : 原作・脚本寿々喜多呂九平、主演実川芦雁、1928年7月20日公開
- 『天明果報談』 : 原作荒木十三郎、脚本寿々喜多呂九平、主演阪東三右衛門、1928年7月20日公開
- 『佐平次捕物帖 謎 後篇』（『謎』[9]） : 原作・脚本寿々喜多呂九平、主演近藤伊与吉、1928年9月21日公開
- 『隼六剣士 前篇』 : 原作・脚本寿々喜多呂九平、監督補菅家紅葉・瀧河虹二、主演高木新平、1929年1月5日公開
- 『隼六剣士 後篇』 : 原作・脚本寿々喜多呂九平、監督補菅家紅葉・瀧河虹二、主演高木新平、1929年1月10日公開
- 『大化新政』 : 総監督・原案マキノ省三（牧野省三）、脚本瀬川与志、主演南光明、1929年3月1日公開 - 二川文太郎・稲葉蛟児・マキノ正博・松田定次・中島宝三・押本七之助・吉野二郎とともに監督補助
- 『元和豪侠伝』 : 原作・脚本寿々喜多呂九平、主演沢田敬之助、1929年3月8日公開
- 『弥次喜多 第二篇』 : 原作マキノ省三（牧野省三）、脚本山上伊太郎、主演根岸東一郎・阪東三右衛門、1929年5月3日公開
- 『松平長七郎 道中篇』 : 原作悟道軒円玉、主演沢田敬之助、1929年6月7日公開
- 『松平長七郎』 : 原作悟道軒円玉、主演沢田敬之助、1929年7月31日公開[9]
- 『松平長七郎 長崎篇』 : 原作悟道軒円玉、主演沢田敬之助、1929年8月15日公開
- 『荒木又右衛門 全五篇』 : 総指揮・原案マキノ省三（牧野省三）、脚本瀬川与志、主演南光明、1929年11月1日公開 - マキノ正博・二川文太郎・押本七之助・吉野二郎・中島宝三とともに監督
- 『露路裏の鼠賊』（『路地裏の鼠族』[9]） : 原作・脚本寿々喜多呂九平、主演津村博、1929年11月28日公開
- 『風雲児』 : 脚本寿々喜多呂九平、主演南光明、1930年1月24日公開
- 『祇園小唄絵日傘 第一話 舞の袖』（『絵日傘 第一話 舞ひの袖』[9]） : 原作長田幹彦、脚本東艸之介、主演秋田伸一、1930年2月28日公開 - 監督、50分尺で現存（神戸映画資料館所蔵[27]） / 53分尺で現存（NFC所蔵[28]）
- 『祇園小唄絵日傘 第二話 狸大尽』（『絵日傘 第二話 狸大尽』[9]『祇園小唄繪日傘 第二話 狸大尽』[10]） : 原作長田幹彦、脚本東艸之介、主演澤村國太郎、1930年2月28日公開 - 監督、『祇園小唄繪日傘 第二話 狸大尽』題・8分尺で現存（NFC所蔵[10]）
- 『祇園小唄絵日傘 第三話 草枕』（『絵日傘 第三話 夢枕』[9]） : 原作長田幹彦、脚本東艸之介、主演津村博、1930年3月14日公開
- 『湖畔の家』 : 原作小島孤舟、脚本東艸之助（東艸之介）、主演荒木忍・都賀静子、1930年5月16日公開
- 『木屋町夜話 鴨川小唄』（『木屋町夜話 鳴川小唄』[9]） : 原作長田幹彦、脚本東艸之助（東艸之介）、主演大貫憲治、1930年7月10日公開
- 『侠艶三人男』 : 主演松浦築枝・マキノ智子（マキノ輝子）・大林梅子、1930年08月15日公開 - 中島宝三・根岸東一郎とともに脚本・監督
- 『膝栗下木曽街道』 : 原作・脚本東艸之助（東艸之介）、主演中根龍太郎、1930年9月26日公開
- 『侠艶三人女 お葉の巻 お良の巻 幾松の巻』 : 指揮マキノ正博、主演松浦築枝・大林梅子・マキノ智子（マキノ輝子）、1930年10月17日公開 - 中島宝三・根岸東一郎とともに脚本・中島宝三・根岸東一郎・マキノ正博とともに監督
- 『嵐山小唄 しぐれ茶屋』 : 原作長田幹彦、脚本吉田信三、主演秋田伸一、1930年11月21日公開
- 『真田十勇士』（『真田十勇士 第一篇』[9]） : 原作八田尚之、脚本藤田潤一、主演南光明、1931年1月15日公開 - 稲葉蛟児・滝沢英輔・三上良二・久保為義とともに監督
- 『血ろくろ伝記 前篇』（『血ろくろ傳奇』[10]） : 原作土師清二、脚本仁礼傀太郎、主演荒木忍、1931年3月6日公開 - 監督、『血ろくろ傳奇』題・65分尺で現存（NFC所蔵[10]） / 54分尺で現存（マツダ映画社所蔵[25]）
- 『京小唄柳さくら』 : 原作・脚本岡国関夫、主演室町栄二郎、1931年4月24日公開

- 『大聖天理御教祖』 : 原作高橋千春、脚本比佐芳武、製作内藤プロダクション、配給不明、1931年11月18日公開 - 柏木一雄とともに監督
- 『黎明』 : 総指揮マキノ正博、原作・脚本不明、主演マキノ智子（マキノ輝子）・南光明、製作正映マキノプロダクション、配給不明、1932年製作・公開 - マキノ正博と共同で監督

### 協立映画プロダクション
製作・配給は「協立映画プロダクション」、すべてサイレント映画である。
- 『魔の上海』 : 原作岡三斉、脚本滝川虹二（瀧河虹二）、主演秋田伸一、1932年5月1日公開
- 『猿飛漫遊記 前後篇』 : 脚本吉田信三、主演沢田慶之助（沢田敬之助）、1932年5月1日公開
- 『光を仰ぎて』 : 原作蓮沼門三、脚本新教育社映画部、主演金子新・弊原礼子、1932年製作・公開 - 監督、15分尺で現存（NFC所蔵[10]）

### 市川右太衛門プロダクション
製作は「市川右太衛門プロダクション」、配給は「松竹キネマ」、すべてサイレント映画である。
- 『甚内俄か役人』 : 原作下村悦夫、脚本吉田信三、主演市川右太衛門、1932年8月19日公開
- 『御家人正吉』 : 原作前田曙山、主演谷崎十郎、1933年1月20日公開

### ゼーオースタヂオ
製作は「ゼーオー・スタヂオ」、すべてトーキーである。
- 『京訛り だらりの帯』[8][9]（『京なまり だらりの帯』[9]） : 撮影町井春美・上田勇・福田三郎、製作・配給ゼーオースタヂオ[8][9]（太秦発声映画[9]）、1933年5月18日公開 - 脚本・監督
- 『見よ! この先駆者を』 : 撮影石野誠三[6]（渡会六蔵[9]）、出演宇田川幸子、製作大沢商会[6]（ゼーオースタヂオ[9]）、1933年製作・公開 - シボレー1933年型トラック宣伝映画（日本ゼネラル・モータース）[6]
- 『恋の舗道』 : 監督・原作・脚本田中栄三、撮影町井春美、主演伏見信子、製作ゼーオースタヂオ・太秦発声映画、配給千葉興業、1934年9月13日公開 - 編集